# Lasiurus (vleermuisgeslacht)
Lasiurus is een geslacht van zoogdieren uit de familie van de gladneuzen (Vespertilionidae). De wetenschappelijke naam van het geslacht werd in 1831 gepubliceerd door John Edward Gray.

## Soorten
Er worden 20 soorten in dit geslacht geplaatst:
- Lasiurus arequipae Málaga et al., 2020
- Lasiurus atratus (Handley, 1996)
- Lasiurus blossevillii (Lesson & Garnot, 1826)
- Lasiurus borealis (Müller, 1776) – Rode vleermuis
- Lasiurus castaneus (Handley, 1960)
- Lasiurus cinereus (Beauvois, 1796) – Grijze vleermuis
- Lasiurus degelidus (Miller, 1931)
- Lasiurus ebenus (Fazzolari-Corrêa, 1994)
- Lasiurus ega (Gervais, 1856) – Zuidelijke gele vleermuis
- Lasiurus egregius (Peters, 1870)
- Lasiurus frantzii (Peters, 1871)
- Lasiurus insularis (Hall & Jones, 1961)
- Lasiurus intermedius (H. Allen, 1862)
- Lasiurus minor (Miller, 1931)
- Lasiurus pfeifferi (Gundlach, 1861)
- Lasiurus seminolus (Rhoads, 1895)
- Lasiurus semotus (H. Allen, 1890)
- Lasiurus varius (Poeppig, 1835)
- Lasiurus villosissimus (É. Geoffroy Saint-Hilaire, 1806)
- Lasiurus xanthinus (Thomas, 1897)